# Wim Stevenhagen
Wim Stevenhagen (Haarlem, 12 augustus 1954) is een Nederlands stripauteur en cartoonist.
Stevenhagen heeft gestudeerd aan de Rietveld Academie in Amsterdam, samen met vriend Gerrit de Jager. In het alternatieve magazine De Vrije Balloen en het kindertijdschrift Taptoe publiceerden ze samen onder het pseudoniem "Prutswerk". Samen schreven ze verschillende series zoals "De familie Doorzon", "Sulle Hooms", "Roel en zijn beestenboel" en "Bert J. Prulleman". In 1980 is hun eerste album "De familie Doorzon" uitgegeven. Dit album heeft de Stripschapspenning gewonnen.
In 1984 hebben Stevenhagen en Gerrit de Jager hun samenwerking beëindigd, waarna Stevenhagen verder is gegaan met "Bert J. Prulleman", en zich meer is gaan richten op educatieve strips en illustraties. Ook tekent hij voor verschillende bladen en tijdschriften, vaak met een maatschappelijke insteek, zoals  "Bertus Braafjes" voor Milieudefensie, "Bob en Bertha" voor Eigen Huis Magazine, "Han Gewetensvim" voor Onze Wereld, "Bob A." voor Het Schoolblad, het blad van onderwijsbond ABOP, en "Theo de buurtconciërge" voor De Tribune. Van 1983 tot 1985 tekende Stevenhagen de strip "Han & Hanneke" voor de krant De Waarheid.